# Roger Leenhardt Films
Roger Leenhardt Films, eine Filmproduktionsgesellschaft, wurde 1934 unter dem Namen Les Films du Compas von dem französischen Schriftsteller und Filmemacher Roger Leenhardt (1903–1985) zusammen mit René Zuber gegründet und später in Roger Leenhardt Films umbenannt.

## Geschichte
Leenhardt war schon früh vom Kino fasziniert. Als er zusammen mit einem Cousin für das Wochenschauprogramm Éclair Journal arbeitete, kam ihm die Idee eine eigene Produktionsfirma zu gründen, der er den Namen Les Films du Compas gab. Die Gründung einer weiteren Filmproduktionsgesellschaft unter dem Namen Roger Leenhardt Films erfolgte ein wenig später. Beide Gesellschaften liefen parallel, bevor Leenhardt sich zu einem späteren Zeitpunkt dazu entschloss, die Les Films du Compas seiner Produktionsgesellschaft Roger Leenhardt Films unterzuordnen und unter dieser Bezeichnung weiterlaufen zu lassen. Er produzierte mehr als 60 Kurzfilme, wobei seine Filme sich hauptsächlich den Porträts großer Schriftsteller, wie beispielsweise Honoré de Balzac, François Mauriac, Paul Valéry, Victor Hugo etc., und Porträts berühmter Maler, wie beispielsweise Claude Monet, Camille Pissarro, Frédéric Bazille etc., widmeten. 
Leenhardt produzierte 1964 unter dem Titel Daguerre ou la Naissance de la Photographie auch einen Film über die Ursprünge der Fotografie, ein intelligentes Meisterwerk der Pädagogik. Da Leenhardt mit seiner Produktionsfirma künstlerischen Visionen nachgehen wollte, produzierte er lediglich drei Spielfilme: Les Dernières Vacances (1948), Le Rendez-vous de minuit (1962) und für das Fernsehen Une fille dans la montagne (1964). 

## Auszeichnung
Roger Leenhardt war auf der Oscarverleihung 1952 mit seinem Kurzfilm Balzac mit seiner Produktionsgesellschaft Les Film du Compas in der Kategorie „Bester Kurzfilm“ (zwei Filmrollen) für einen Oscar nominiert, der jedoch an Walt Disney und dessen Film Erde, die große Unbekannte ging. 

## Filmografie (Auswahl)
Produktionen von Les Films du Compas
wenn nicht anders angegeben, handelt es sich um Kurzfilme
- 1946: La flûte magique
- 1946: Brief aus Paris (Lettre de Paris)
- 1948: Geburt des Kinos (Naissance du cinéma)
- 1948: Le Pain de Barbare
- 1950: Balzac
- 1950: Les Hommes du Champagne
- 1950: Naissance du cinéma
- 1950: Métro
- 1951: Victor Hugo
- 1953: La Fugue de Mahmoud
- 1953: François Mauriac
- 1955: Destin des Medinas
- 1955: La Conquete de L’Angleterre
- 1955: Transmissions hydrauliques
- 1955: Le bruit
- 1956: The Bayeux Tapestry
- 1956: Paris et le désert français
- 1962: Das fremde Gesicht (Le Rendez-vous de minuit) Spielfilm
- 1964: Une fille dans la montagne (Fernsehfilm)
- 1964: Monsieur de Voltaire

Produktionen von Les Films Roger Leenhardt
- 1948: Les Dernières Vacances (Spielfilm)
- 1958: Batir A Notre Age
- 1958: Des logis et des hommes
- 1958: Daguerre ou La Naissance de la Photographie
- 1958: Daumier
- 1959: Jean-Jacques
- 1960: Paul Valéry
- 1960: Demain Paris
- 1967: Le Beatnik et le Minet
- 1976: Pissarro
- 1976: Un Comédien sans Paradoxe
- 1986: Criminal Tango
- 1992: Panta Rhei